# KIRITO Symphonic Concert 2006 EXISTENCE PROOF RE:PARADOX
KIRITO Symphonic Concert 2006 EXISTENCE PROOF "RE:PARADOX" は、2006年9月30日および10月1日に開催されたキリトの初のシンフォニック・コンサートである。

## 概要
- PIERROTの曲をメインのナンバーとし、『FINALE』『PRIVATE ENEMY』『HEAVEN』のPIERROT三部作を遡る構成となっている。
- 指揮・ピアノ藤原いくろう、演奏は東京ニューシティ管弦楽団。
- 後にDVD化された。

## 日程
- 2006年9月30日（土） 東京国際フォーラム・ホールA
- 2006年10月1日（日） 東京国際フォーラム・ホールA

## ステージ内容
-

## 初日セットリスト
1. HEAVEN
2. 新月
3. 壊れていくこの世界で
4. BIRTHDAY
5. THE FIRST CRY IN HADES(GUILTY)
6. Waltz
7. パウダースノウ
8. THE LAST CRY IN HADES(NOT GUILTY)
9. FINALE
10. ICAROSS
11. ラストレター
12. CHILD
13. Hameln
14. DOOR
15. 再生の朝
16. 誰もいない丘
17. PERIOD
18. EXIT
19. TEAR

## 2日目セットリスト
1. HEAVEN
2. 新月
3. 壊れていくこの世界で
4. BIRTHDAY
5. THE FIRST CRY IN HADES(GUILTY)
6. Waltz
7. パウダースノウ
8. THE LAST CRY IN HADES(NOT GUILTY)
9. FINALE
10. ICAROSS
11. ラストレター
12. CHILD
13. Hameln
14. DOOR
15. 再生の朝
16. 誰もいない丘
17. PERIOD
18. EXIT
19. DECIDE